# Orinocosa pulchra
Orinocosa pulchra är en spindelart som beskrevs av Lodovico di Caporiacco 1947. Orinocosa pulchra ingår i släktet Orinocosa och familjen vargspindlar.
Artens utbredningsområde är Guyana. Inga underarter finns listade i Catalogue of Life.